# Paralympische Spelen

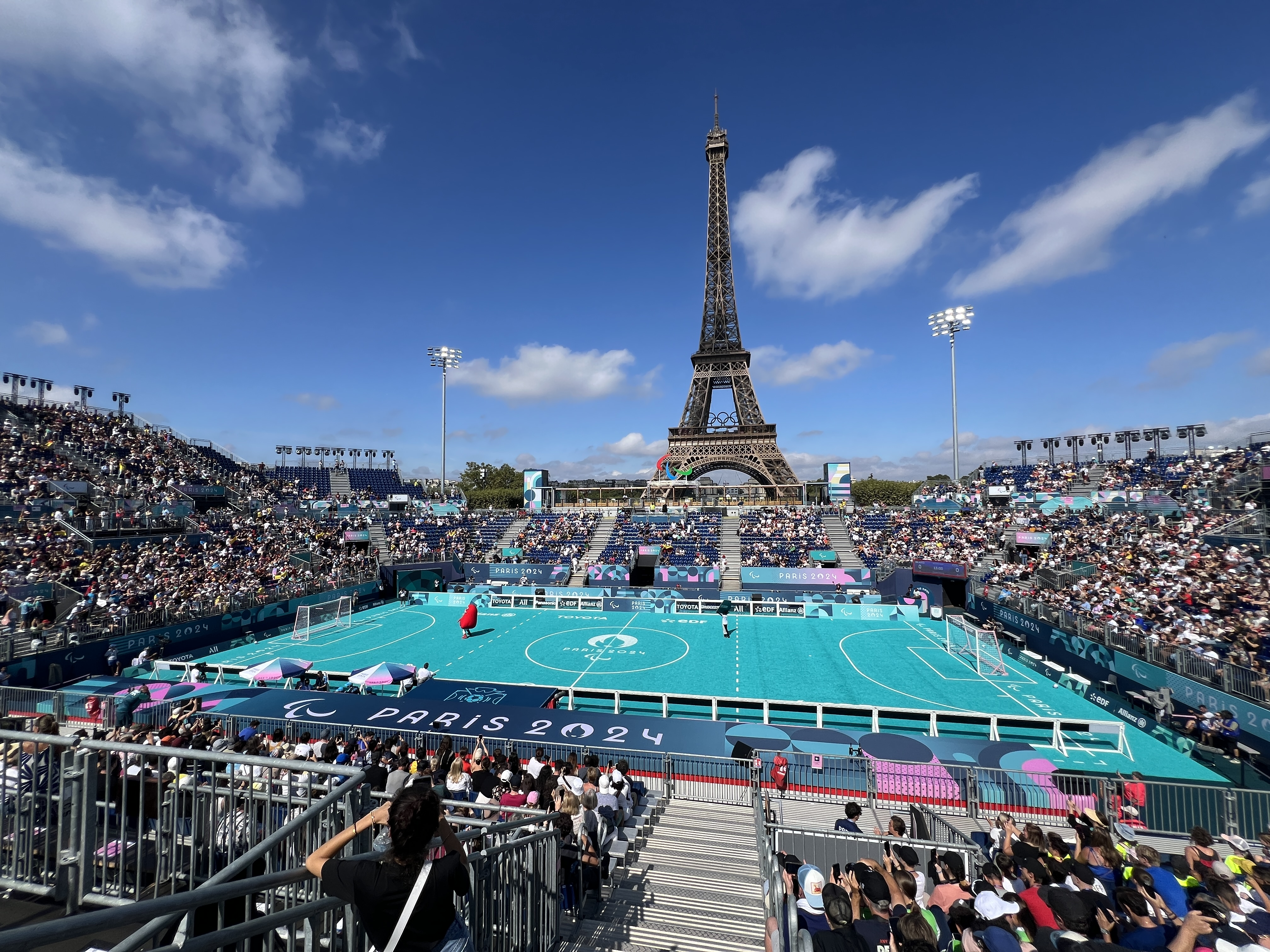
Voetbal op de Paralympische Zomerspelen 2024 (Parijs, 2 september 2024)

De Paralympische Spelen zijn de Olympische Spelen voor mensen met onder meer een lichamelijke handicap, visuele beperking, licht verstandelijke beperking en/of hersenverlamming. Het evenement staat onder auspiciën van het Internationaal Paralympisch Comité.
De Paralympische Spelen worden altijd in hetzelfde jaar gehouden als de Olympische Spelen, doorgaans in de maand na de Olympische Spelen, en sinds de Zomerspelen van 1988 worden ze ook altijd in dezelfde stad gehouden. Sinds 2012 is er zelfs de verplichting dat de stad die de Olympische Spelen organiseert, ook de Paralympische Spelen organiseert. De Paralympische Spelen kennen dezelfde symbolen als de Olympische Spelen. Zo is er net als bij de Olympische Spelen een vlam die bij de Openingsceremonie wordt ontstoken, gedurende de hele duur van de Spelen brandt en bij de Sluitingsceremonie wordt gedoofd. Deze vlam komt sinds 2010 uit Stoke Mandeville waar het idee van de Paralympische Spelen is ontstaan(de Olympische Vlam komt uit Athene) en is er ook een Paralympische Vlag die tijdens de Openingsceremonie wordt gehesen en bij de Sluitingsceremonie wordt neergehaald en wordt overgedragen aan de volgende organisator. Hierbij wordt ook de Paralympische Hymne gezongen.

## Geschiedenis
In 1948 organiseerde Sir Ludwig Guttman een sportwedstrijd in Engeland voor veteranen uit de Tweede Wereldoorlog met rugletsel. Vier jaar later deden ook sporters uit Nederland mee aan deze Spelen; het internationale evenement dat nu de Paralympische Spelen heet, was geboren. De naam is een combinatie van het Griekse woord 'para' dat 'naast' of 'bij' betekent en olympisch.
De eerste editie vond plaats in 1960 in het Italiaanse Rome. Tot en met 1972 deden alleen sporters in een rolstoel mee. Vanaf 1976 doen ook geamputeerden en mensen met een visuele beperking mee. In datzelfde jaar werden ook de eerste Paralympische Winterspelen gehouden, in het Zweedse Örnsköldsvik.
Tegenwoordig is het een sportevenement voor atleten uit 6 verschillende groepen van handicaps. De nadruk ligt op hetgeen de sporters wél kunnen, in plaats van op wat ze níet kunnen. Het aantal atleten dat meedoet is erg gegroeid sinds de begindagen, van 209 atleten in Rome in 1960 tot ruim 4200 tijdens de Spelen in Londen in 2012.

## Categorieën
Er worden in de Paralympische wereld zes categorieën onderscheiden; sporters uit vijf van die categorieën mogen in 2008 deelnemen aan de Paralympische Spelen. Sporters in de categorie voor intellectueel beperkten werden na de Spelen van 2000 een tijdje niet toegelaten, maar deze sporters zijn sinds de Spelen van 2012 weer in 3 sporten welkom op de Spelen. Rondom die Spelen ontstond een schandaal over het Spaans basketbalteam, waarvan het grootste deel uiteindelijk helemaal niet gehandicapt bleek. Destijds is besloten om deze categorie pas weer toe te laten als er een betrouwbare manier is om de beperking per sporter vast te stellen en een goede indeling in categorieën te maken. Voor hen is dan ook de Special Olympics World Games in het leven geroepen. Voor doven zijn er de Deaflympische Spelen. Voor militairen en veteranen die lichamelijk of geestelijk gewond zijn geraakt tijdens als gevolg van hun dienstplicht zijn er om de twee jaar de Invictus Games. 
- Sporters met een amputatie
- Sporters met een niet-progressieve hersenbeschadiging, bijvoorbeeld hersenverlamming, een traumatische hersenschudding, hersenbloeding of vergelijkbare beperkingen die de spiercontrole, balans of coördinatie verstoren.
- Sporters die in een rolstoel zitten
- Sporters met een visuele beperking, variërend van beperkt zicht tot volledig blind
- Sporters met een intellectuele beperking;
- Overige "Les Autres": Sporters met een lichamelijke beperking die strikt genomen niet onder een andere categorie valt. Bijvoorbeeld sporters met dwerggroei, multiple sclerose of afwijkingen aan de ledematen zoals bijvoorbeeld veroorzaakt door Softenon.

## Sporten
Op het programma staan 21 Paralympische zomersporten en zes wintersporten. De links verwijzen naar het artikel over de Paralympische variant van de betreffende sport.

### Zomersporten
- Atletiek
- Badminton
- Bankdrukken
- Basketbal
- Boccia
- Boogschieten
- Blindenvoetbal
- Goalball
- Judo
- Kanovaren
- Paardensport
- Rugby
- Roeien
- Schermen
- Schietsport
- Taekwondo
- Tafeltennis
- Tennis
- Volleybal
- Wielersport
- Zwemmen

Voormalige sporten
- CP-voetbal (1984 t/m 2016)
- Dartchery (1960 t/m 1980)
- Gewichtheffen (1964 t/m 1992)
- Koersbal (1968 t/m 1988)
- Snooker (1960 t/m 1976)
- Worstelen (1980 en 1984)
- Zeilen (1996 t/m 2016)

### Wintersporten
Op het programma stonden in 2014 zes paralympische sporten. De links verwijzen naar het artikel over de paralympische variant van de betreffende sport.
Huidige sporten
- Alpineskiën
- Biatlon
- Langlaufen
- Rolstoelcurling
- Sledgehockey
- Snowboarden

Voormalige sporten
- Priksleeën (1980 t/m 1998)

## Edities
Paralympische Zomerspelen (sinds 1960)
| Editie | Stad             |
| ------ | ---------------- |
| 1960   | Rome             |
| 1964   | Tokio            |
| 1968   | Tel Aviv         |
| 1972   | Heidelberg       |
| 1976   | Toronto          |
| 1980   | Arnhem           |
| 1984   | Stoke Mandeville |
| 1984   | New York         |
| 1988   | Seoel            |
| 1992   | Barcelona        |
| 1996   | Atlanta          |
| 2000   | Sydney           |
| 2004   | Athene           |
| 2008   | Peking           |
| 2012   | Londen           |
| 2016   | Rio de Janeiro   |
| 2020   | Tokio            |
| 2024   | Parijs           |
| 2028   | Los Angeles      |
| 2032   | Brisbane         |

Paralympische Winterspelen (sinds 1976)
| Editie | Stad                     |
| ------ | ------------------------ |
| 1976   | Örnsköldsvik             |
| 1980   | Geilo                    |
| 1984   | Innsbruck                |
| 1988   | Innsbruck                |
| 1992   | Tignes-Albertville       |
| 1994   | Lillehammer              |
| 1998   | Nagano                   |
| 2002   | Salt Lake City           |
| 2006   | Turijn                   |
| 2010   | Vancouver                |
| 2014   | Sotsji                   |
| 2018   | Pyeongchang              |
| 2022   | Peking                   |
| 2026   | Milaan-Cortina d'Ampezzo |
| 2030   | Franse Alpen             |

## Records
Trischa Zorn uit de Verenigde Staten is de meest gedecoreerde Paralympiër in de geschiedenis. Ze deed mee aan het zwemmen voor visueel gehandicapten van 1980 tot en met 2004. In totaal won ze 55 medailles, waarvan 41 gouden. Ragnhild Myklebust uit Noorwegen heeft het record van meeste medailles ooit op de Paralympische Winterspelen. Ze deed mee aan Priksleeën, langlaufen en biatlon in 1988, 1992, 1994 en 2002. Ze won 22 gouden medailles, 3 zilveren medailles en 2 bronzen.